# Adolph Wegelin
Adolph Wegelin (né le 24 novembre 1810 à Clèves, mort le 18 janvier 1881 à Cologne) est un peintre allemand.

## Biographie
Adolph Wegelin étudie à l'Académie des beaux-arts de Düsseldorf la peinture paysagiste mais s'oriente vite vers celle d'architecture. Il se consacre à des bâtiments médiévaux et des paysages urbains en Rhénanie, et tente de reproduire la complexité de l'architecture. Ses œuvres sont présentées en 1831 et 1832 dans des expositions d'art à Düsseldorf et Berlin, où elles sont bien accueillies. En 1835, il se rend à Nuremberg et Munich, où son sens artistique et sa connaissance de la représentation de l'architecture marquent le peintre Friedrich Hoffstadt (de).
En 1837, Wegelin s'installe à Cologne où il compose à la demande de Frédéric-Guillaume IV de Prusse en 1842 des peintures à l'huile et des aquarelles sur le bâtiments médiévaux et les églises de la ville, parfois à partir des dessins de Thomas Cranz (de). Wegelin devient peintre de la cour. Il fait pour la collection royale des motifs des Pays-Bas et de la Belgique.
En 1846, il présente à la reine Victoria du Royaume-Uni en visite officielle une série d'aquarelles sur les châteaux d'Augustusburg et de Falkenlust.
Wegelin peint de nombreuses aquarelles durant la reprise des travaux de construction de la cathédrale de Cologne. Il présente à l'empereur avec l'aide des plans de l'architecte Ernst Friedrich Zwirner, les détails et le final de ces constructions.